# بيتر لينغ
بيتر لينغ (بالإنجليزية: Peter Ling)‏ (27 مايو 1926 في المملكة المتحدة - 14 سبتمبر 2006، هيستينغز في المملكة المتحدة)؛ كاتِب، سيناريست وروائي بريطاني.

## روابط خارجية
- بيتر لينغ على موقع IMDb (الإنجليزية)
- بيتر لينغ على موقع ميوزك برينز (الإنجليزية)
- بيتر لينغ على موقع قاعدة بيانات الفيلم (الإنجليزية)